# Tasmin Little
Tasmin Little OBE (* 13. Mai 1965 in London) ist eine britische Violinistin.

## Leben
Tasmin Little studierte unter Pauline Scott an der Yehudi Menuhin School und später an der Guildhall School of Music in London. Sie wurde durch ihre Finalteilnahme beim BBC Young Musician of the Year Wettbewerb im Jahr 1982 bekannt. Ihr Vater ist der Schauspieler George Little.
1988 gab sie ihr Profi-Solodebüt mit dem Hallé-Orchester. 1996 wurde sie mit dem Ehrendoktor der University of Bradford ausgezeichnet.
Bisher hat sie 23 Aufnahmen mit einem Repertoire von Max Bruch und Johannes Brahms bis Mieczysław Karłowicz und Arvo Pärt gemacht. 
Von 2000 bis 2014 spielte sie die Stradivari „Regent“ als Leihgabe der Royal Academy of Music. Aktuell spielt sie eine Guadagnini-Geige von 1757. 

## Karriere
Tasmin Little spielte während ihrer Karriere bisher unter anderem mit folgenden Orchestern:
- New York Philharmonic
- Cleveland Philharmonic Orchestra
- Gewandhausorchester Leipzig
- Berliner Philharmoniker
- Konzerthausorchester Berlin
- London Symphony Orchestra
- Philharmonia Orchestra
- London Philharmonic Orchestra
- Royal Philharmonic Orchestra
- Singapore Symphony Orchestra
- Kungliga Filharmoniska Orkestern

sowie mit Dirigenten wie:
- Kurt Masur
- Simon Rattle
- Vladimir Ashkenazy
- Neeme Järvi
- Leonard Slatkin
- Rostropowitsch
- Daniele Gatti
- Roschdestwenski
- Gerard Schwarz
- Tadaaki Otaka
- Charles Mackerras
- Yehudi Menuhin
- Andrew Davis
- Roger Norrington